# Segundo Traslado de la capital de Rusia de Moscú a San Petersburgo
El Segundo traslado de la capital de Moscú a San Petersburgo fue un acontecimiento histórico ocurrido entre 1730-1732 en Rusia, iniciado por Anna de Rusia. Este evento fue el resultado de los cambios políticos asociados con la transferencia de capital de Pedro II . Este suceso fue un movimiento político que permitió a los opositores del nuevo curso político permanecer en Moscú y demostró a las fuerzas políticas internas y externas la unidad de la política de Anna de Rusia con el curso trazado por Pedro I.

## Desarrollos
A principios de 1730, Ana de Rusia ascendió al trono ruso y, en mayo del mismo año, se anunció la decisión de devolver la capital a la ciudad de San Petersburgo. A fines de 1730, el arquitecto Domenico Trezzini recibió la orden para poner en orden los palacios imperiales de San Petersburgo.
La mudanza se planeó originalmente para 1731, pero se completó en enero de 1732. La entrada de la emperatriz en San Petersburgo fue un evento pomposo, la avenida Nevski Prospekt fue decorada para este evento por los mejores arquitectos de la época. Domenico Trezzini, Mijaíl Zemtsov e Iván Kórobov fueron los encargados de construir arcos triunfales de tres tramos en la intersección de Moika y Fontanka con asientos para ciudadanos y músicos. Estos arcos triunfales estaban ricamente decorados con columnas, tallas doradas y esculturas.
Para la ceremonia de la llegada de la corte real, fueron formados regimientos de guardias a lo largo de toda la avenida Nevski Prospekt, que dieron la bienvenida a la Emperatriz. La entrada de la emperatriz a la ciudad estuvo marcada por campanas, cañonazos. Los músicos se acomodaban en los arcos construidos y tocaban los timbales y las trompetas.